# 上原宏一
上原 宏一（うえはら こういち、1947年11月25日 - 2009年4月10日）は、静岡県伊東市出身の元プロゴルファー。

## 来歴
ゴルフどころの伊東で生まれ育ち、高校時代からゴルフを始め、東海大学工学部を3年で中退。1970年にプロテストで合格し、1975年から恩師の杉本英世がコースを監修した札幌グリーンヒルカントリークラブ所属プロとなり、20代半ばから北海道を拠点とする。
1977年の日本国土計画サマーズでは、2日目を終えて青木功と並び、中嶋常幸に2打差付け、プロ7年目にして初めて首位に立つ。　　
1978年の産報クラシックでは初日に5アンダー67で日吉稔・陳健忠（中華民国）と並んでの5位タイでスタートし、2日目には陳健と共に69をマークして小林富士夫と並んでの2位タイに上がる。3日目には14番でトリプルボギーを叩きながらも7バーディーを取り、3日間60台となる68をマークすると同時に通算12アンダー204で首位に立つ。初めての晴天となった最終日はスコアは大幅に伸びなかったが、5バーディー、3ボギーの70で手堅く回って4日間アンダーパーを保ち、通算14アンダー274で2位の安田春雄に4打差付けて逃げ切り楽勝。ツアー初優勝を果たし、恩師の杉本から祝福された。
1979年には日本オープンで最終日に7バーディー、1ボギーの通算3アンダー66をマーク。郭吉雄（中華民国）・山本善隆・青木と共にプレーオフを戦ったが、1ホール目の16番パー5で青木と共にパーに終わって脱落し、悔しい思いをした。
1979年オフには札幌でスキーをしていた時に右足を骨折し、1980年はシーズン中盤まで試合に出られなかった。新潟県オープンでは石井秀夫・金井清一・内田袈裟彦に次ぐと同時に栗原孝・田原紘を抑え、船渡川育宏と並んでの5位タイに終わる。夏の北海道オープンに勝っただけで前年の19位から41位に順位を落とし、初めてシード落ちを味わうが、1981年にはすぐに返り咲いた。　　
細目の体格で、飛距離で稼ぐより、アイアンの正確さと堅実なプレーが身上とし、1984年10月には嵐山CCがベントグリーンを使用して開催された日本オープンで優勝 。
日本オープンでは2日目に通算5アンダーで藤木三郎と共に首位タイに立ち、3日目には抜け出し、5バーディー、3ボギーの70にまとめ、通算7アンダーとする。藤木や杉原輝雄ら上位陣が崩れ、2位に上がってきた高橋勝成と青木基正に5打差を付ける独走となったが、最終日には重圧がのしかかり、10番までに4ボギーで首位から転落。代わって6打差4位にいた鈴木弘一が首位を譲るが、鈴木は13番グリーン奥の深いラフで2度空振りをしてしまう。その頃に上原は12番で待望の初バーディーを決め、13番以降は確実にグリーンに乗せてパーを重ね、18番で締めくくりのバーディー。通算5アンダー、鈴木に2打差を付けて日本オープン初優勝を成し遂げた。首位を奪い返していたことは16番まで知らなかったが、駄目だと思って開き直っていた上原は、5年前にプレーオフで逃したタイトルをしっかりと掴んだ。
日本オープン最終日前半で逆転されながら粘り強いゴルフで再逆転し栄冠を手にするほどで、ずっとシードの中堅として、地味ながら味のあるゴルフを見せた。1986年は春の日本プロマッチプレーで3位まで勝ち進んだ疲れからか、翌週からの3週連続を含む11回の予選落ちがあり、80万円余の差で再度シード落ちする。
1987年は開幕の静岡オープンは5位、中日クラウンズ8位あたりはいい出足かと思われたが、6月から7月、9月から10月にかけて予選落ちが多く、北海道オープン（4位）が終わった時点では44位あたりにランクされてシードの心配はないかと見られたのが、終盤は更に順位が下がり、最終戦の大京オープン直前には57位となる。その大京オープンも4打足りずに予選落ちし、下位選手が頑張っていただけに命運尽きたかと思われたが、辛くもぎりぎりの60位まで下がっただけで、またも1年でシードに返り咲いた。
1988年のCITICORP OPENでは初日に68をマークして白浜育男・川俣茂と並んでの首位タイでスタートし、2日目には69で川俣・加瀬秀樹と並んでの2位タイに終わった。
北海道オープンでは3連覇を含む8勝（ツアー競技としては5勝）をマークし、“北海道に上原あり”といわれたほか、札幌オープンも2勝、道東オープンも2連覇を含む5勝、北海道プロ選手権も4勝している。
1992年の日本プロでは初日にパターの裏に張った鉛部分で打ってしまったことが気にかかり、2日目には失格を覚悟してコースに来て裁定を仰いだが、お咎め無しで開き直ってプレーし、68をマークして首位と1打差3位に上がって来た。
1993年には茨城オープンで溝口英二と並んでの2位タイ、1994年の同大会でも3位タイに入る。
1997年にはシニア入りし、2年目の1998年にはキャッスルヒルオープン 、 3年目の1999年にはTPCゴルフシニアで優勝。その後も優勝のチャンスは何度もあったが、もう一歩及ばず1勝だけにとどまるが、安定したゴルフで常にランキング上位をキープ。2004年にはシニア後援競技のHTBシニアクラシックで久々のシニア3勝目を挙げ、シニアツアーでもアデランスウェルネスオープン・ファンケルクラシック7位などで賞金ランク21位としてシード復活を果たした。
2000年には北見オープン・プロの部で9位タイに入り、2003年の同大会プロの部では飯合肇と並んでの8位タイ、2005年にはシニアの部では中山徹を抑えて優勝。
2009年4月10日午前10時55分、急性リンパ性白血病のため札幌市白石区の病院で死去  。61歳没。

## 主な優勝

### レギュラー
- 1977年 - 北海道オープン
- 1978年 - 北海道オープン、産報クラシック
- 1980年 - 北海道オープン
- 1982年 - 北海道オープン
- 1984年 - 北海道オープン、日本オープン

### シニア
- 1998年 - キャッスルヒルオープン
- 1999年 - TPCゴルフシニア
- 2004年 - HTBシニア
- 2005年 - 北見オープン・シニアの部

### その他
- 1975年 - 道東オープン
- 1976年 - 北海道オープン
- 1977年 - 札幌オープン、道東オープン
- 1979年 - 新潟オープン、道東オープン
- 1980年 - 道東オープン
- 1982年 - 道東オープン
- 1991年 - 札幌オープン、北海道プロ
- 1993年 - 北海道オープン
- 1996年 - 北海道プロ
- 2000年 - 北海道オープン、北海道プロ
- 2005年 - 北海道プロ